# Инверницци, Роберта
Роберта Инверницци (итал.  Roberta Invernizzi, 16 ноября 1966, Милан) — итальянская оперная певица (сопрано), исполнительница музыки барокко.

## Биография
Прежде чем заняться пением под руководством Маргарет Хэйуорд, Эммы Киркби и Эвелин Табб, училась игре на фортепиано и контрабасе. Считается одной из ведущих исполнителей старинной музыки на международном уровне. Она специализируется на музыке эпохи барокко и классического периода. Выступала в странах Европы и США. Работала с такими музыкантами и дирижёрами, как Николаус Арнонкур, Тон Копман, Аннер Билсма, Жорди Савалль, Эндрю Пэррот, Алан Кёртис, Фабио Бьонди. В 1999 была приглашена Густавом Леонхардтом на учредительный концерт американского ансамбля аутентистов New York Collegium.
С 1997 преподаёт вокал в Центре старинной музыки в Неаполе. Среди её учеников известная певица Роберта Мамели.
В 2003 году дебютировала в Зальцбургском фестивале.

## Репертуар
В репертуаре певицы — оперы и кантаты Пёрселла, Монтеверди, Алессандро Скарлатти, Вивальди, Паизиелло, Страделлы, Порпоры, Букстехуде, Генделя, Баха, Гайдна, Моцарта.

## Признание
Лауреат многочисленных премий. Записанная ею кантата Генделя удостоена в 2007 премии Стенли Сэди за лучшее в году исполнение генделевской музыки.